# Nglebak (Tawangmangu)
Nglebak is een bestuurslaag in het regentschap Karanganyar van de provincie Midden-Java, Indonesië. Nglebak telt 4726 inwoners (volkstelling 2010).